# Memorial (associação)
Memorial (em russo:  Мемориал), Sociedade Memorial ou Associação Memorial é uma organização internacional de defesa dos direitos humanos, fundada na Rússia. É composta por duas entidades jurídicas distintas, a Memorial International, cujo objetivo é o registro dos crimes contra a humanidade cometidos na União Soviética, especialmente durante a era stalinista, e o Memorial Human Rights Centre, que se concentra na proteção dos direitos humanos, especialmente em zonas de conflito dentro e ao redor da Rússia moderna. Mais um movimento do que uma organização centralizada, o Memorial abrange mais de 50 organizações na Rússia e em onze outros países, como Ucrânia, Alemanha, Itália, Bélgica e França. Embora o foco dos grupos afiliados difira de região para região, eles compartilham preocupações semelhantes sobre os direitos humanos, documentando o passado, educando os jovens e marcando dias de memória para as vítimas da repressão política.
O Memorial surgiu durante os anos da perestroika no final dos anos 1980, com o objetivo de documentar os crimes contra a humanidade cometidos na URSS durante o século XX e ajudar as vítimas sobreviventes do Grande Terror e dos gulags e suas famílias. Entre 1987 e 1990, enquanto a URSS ainda existia, 23 ramos da entidade foram estabelecidos. Quando a União Soviética entrou em colapso, ramos do Memorial no leste e no sul da Ucrânia permaneceram filiados à rede russa. Alguns dos ramos mais antigos do Memorial no noroeste e centro da Rússia, os Urais e a Sibéria, desenvolveram posteriormente seus próprios sites, documentando pesquisas locais independentes e divulgando os crimes do regime soviético em sua região.
Depois que a lei russa sobre agentes estrangeiros foi aprovada em julho de 2012, o Memorial ficou sob crescente pressão do governo russo. Em 21 de julho de 2014, o Memorial Human Rights Center foi declarado um "agente estrangeiro" pelo Ministério da Justiça da Rússia. O rótulo foi estendido em novembro de 2015 para o Centro de Pesquisa e Informação no Memorial de São Petersburgo e, em 4 de outubro de 2016, para o próprio Memorial International. Em 28 de dezembro de 2021, a Suprema Corte da Rússia ordenou que o Memorial International fechasse as portas por violações da lei de agentes estrangeiros. Um advogado da Memorial disse que iria apelar. O Memorial Human Rights Center foi fechado pelo Tribunal da Cidade de Moscou em 29 de dezembro de 2021; promotores estaduais o acusaram de violar a lei de agentes estrangeiros e de apoiar o terrorismo e o extremismo. No mesmo dia, o Tribunal Europeu de Direitos Humanos aplicou uma medida provisória instruindo a Rússia a suspender a dissolução forçada do Memorial, enquanto se aguarda o resultado do litígio. Em 5 de Abril de 2022 o grupo anunciou seu fechamento.
O Memorial foi laureado com o Nobel da Paz de 2022, juntamente com Ales Bialiatski e a organização Centro de Liberdades Civis.

## Missão e atividades
O nome completo da  Memorial é MEMORIAL Historical, Educational, Human Rights And Charitable Society. De acordo com sua carta,  o Memorial tem como objetivo:

- Para promover a sociedade civil e democracia, baseada no Estado de direito e, portanto, para evitar um retorno ao totalitarismo.
- Para auxiliar a formação da consciência pública com base nos valores da democracia e da lei, para se livrar de padrões totalitários e estabelecer firmemente os direitos humanos na prática política e na vida pública
- Para promover a revelação da verdade sobre o passado histórico e perpetuar a memória das vítimas da repressão política exercida pelos regimes totalitários.

Isso é feito, em particular, mantendo um banco de dados eletrônico das vítimas do terror político na URSS.
Memorial organiza a assistência, tanto jurídica como financeira para as vítimas do Gulag. Ele também realiza pesquisas sobre a história da repressão política e divulga os resultados em livros, artigos, exposições, museus e sites de suas organizações membros.

## História
Foi criada pelo dissidente Andrei Sakharov em 1988. Ele escreveu para diversos ativistas civis e políticos colocando a ideia de criar um memorial às vítimas da repressão de Joseph Stalin. A ideia sugerida foi a criação de um monumento, um museu, um arquivo e uma biblioteca. Isso levou a um movimento informal dentro da União Soviética, que ampliou os objetivos originais. Ele organizou uma petição para a XIX ª Conferência do PCUS, a petição resultou na conferência decretando a criação do monumento às vítimas da repressões.
Veio para a ribalta de novo com o assassinato na Chechénia da investigadora Natalia Estemirova, em 15 de julho de 2009, que tinha sido ameaçada de morte pelo presidente checheno Ramzan Kadyrov. A Memorial é hoje perseguida por este, em tribunais russos, para « obter indemnizações relativas aos prejuízos na sua reputação » conforme relata Oleg Orlov, antigo presidente da sociedade Memorial.

## Arquivos
Memorial também ajuda as pessoas a encontrar documentos, sepulturas, etc., de parentes politicamente perseguidos. Em  2005, Memorial tinha uma base de dados de mais de 1,3 milhões de nomes de tais pessoas. Os arquivos foram usados pelo historiador britânico Orlando Figes,  em 2008, quando ele estava pesquisando para seu livro The Whisperers: Private Lives in Stalin's Russia.

## Virtual Gulag
Um dos principais projetos do Memorial no momento é a criação do Museu Virtual do Gulag, que reunirá pesquisa e arquivos de toda a ex- União Soviética para comemorar e registrar a existência do Gulag e o sofrimento de suas vítimas.

## Prêmios
Em 2004, o Memorial foi um dos quatro ganhadores do Right Livelihood Award, por seu trabalho de documentar violações dos direitos humanos na Rússia e outros antigos estados da União Soviética. Citando o júri RLA: "... para mostrar, sob condições muito difíceis, e com grande coragem pessoal, que a história deve ser registrada e compreendida, e os direitos humanos respeitados em todos os lugares." No mesmo ano, a agência de refugiados da ONU (ACNUR) proclamou Memorial o vencedor do anual Prêmio Nansen por sua ampla gama de serviços em nome dos migrantes forçados e das pessoas deslocadas internamente na Federação Russa, bem como os refugiados da África, Ásia e no Oriente Médio.
Em 2008, o Memorial ganhou o Prêmio Hermann Kesten. Em 2009, o Memorial ganhou o Prémio Sakharov para a Liberdade de Pensamento, em memória do assassinato da Memorial ativista Natalia Estemirova. Ao anunciar o prêmio, o presidente do Parlamento Europeu, Jerzy Buzek, disse que a assembleia esperava "contribuir para acabar com o círculo do medo e da violência circundante defensores dos direitos humanos na Federação Russa". Oleg Orlov, presidente da Memorial, comentou que o prêmio representa "o apoio moral, muito necessário, em um momento difícil para ativistas de direitos humanos na Rússia", e que ele considera o prêmio "um reconhecimento de alto valor do trabalho do Memorial e de todos os nossos colegas - que estão trabalhando em uma situação muito difícil".

## Ativistas
Alguns dos ativistas da sociedade Memorial são
- Natalia Estemirova
- Svetlana Gannushkina
- Sergei Kovalev
- Nikita Petrov
- Viktor Popkov
- Arseny Roginsky, presidente
- Lidia Yusupova